# سن-ارمان، کبک
سن-ارمان (به فرانسوی: Saint-Armand) شهری در منطقه شهری بروم-میسیسکوا ناحیه مونترژی در استان کبک کانادا است. در سرشماری سال ۲۰۱۱ این شهر ۱٬۲۸۲ نفر جمعیت داشته‌است و مساحت آن ۸۴٫۲۶ کیلومتر مربع است.